# Изложба „Нови чланови” (2015)
Изложба „Нови чланови” се одржала у периоду од 27. јануара до 22. фебруара 2015. године у Уметничком павиљону „Цвијета Зузорић”.

## Излагачи

### Сликари
1. Дарко Аћимовић
2. Живота Бајкић
3. Јована Бралетић
4. Михаела Вујновић
5. Зоран Деранић
6. Петар Ђорђевић
7. Наташа Крстић
8. Марко Кусмук
9. Младен Лазаревић
10. Тијана Луковић
11. Сунчица Марковић
12. Биљана Миленковић
13. Дејан Миливојевић
14. Катарина Недељковић
15. Владимир Омчикус
16. Ирена Пашић
17. Владимир Прица
18. Драган Радовић
19. Милица Радовић
20. Виктор Ранђеловић
21. Вукашин Станковић
22. Јелена Утјешановић
23. Сузана Џелатовић

### Вајари
1. Бојана Атлија
2. Милан Кулић
3. Светлана Деранић Каровић
4. Иван Марковић
5. Ненад Миловановић
6. Марко Пејчић
7. Марија Лукић Пољански
8. Петар Сибиновић

### Графичари
1. Ирена Ђукић

### Проширени медији
1. Јелена Глишић
2. Душан Маринковић
3. Јелена Масникосић
4. Раде Пилиповић
5. Драган Тодоровић
6. Марко Убовић
7. Катарина Урошевић
8. Младен Хрвановић